# Terrilimosina smetanai
Terrilimosina smetanai är en tvåvingeart som beskrevs av Marshall 1987. Terrilimosina smetanai ingår i släktet Terrilimosina och familjen hoppflugor.
Artens utbredningsområde är Nepal. Inga underarter finns listade i Catalogue of Life.